# 에리트라해 페리플루스

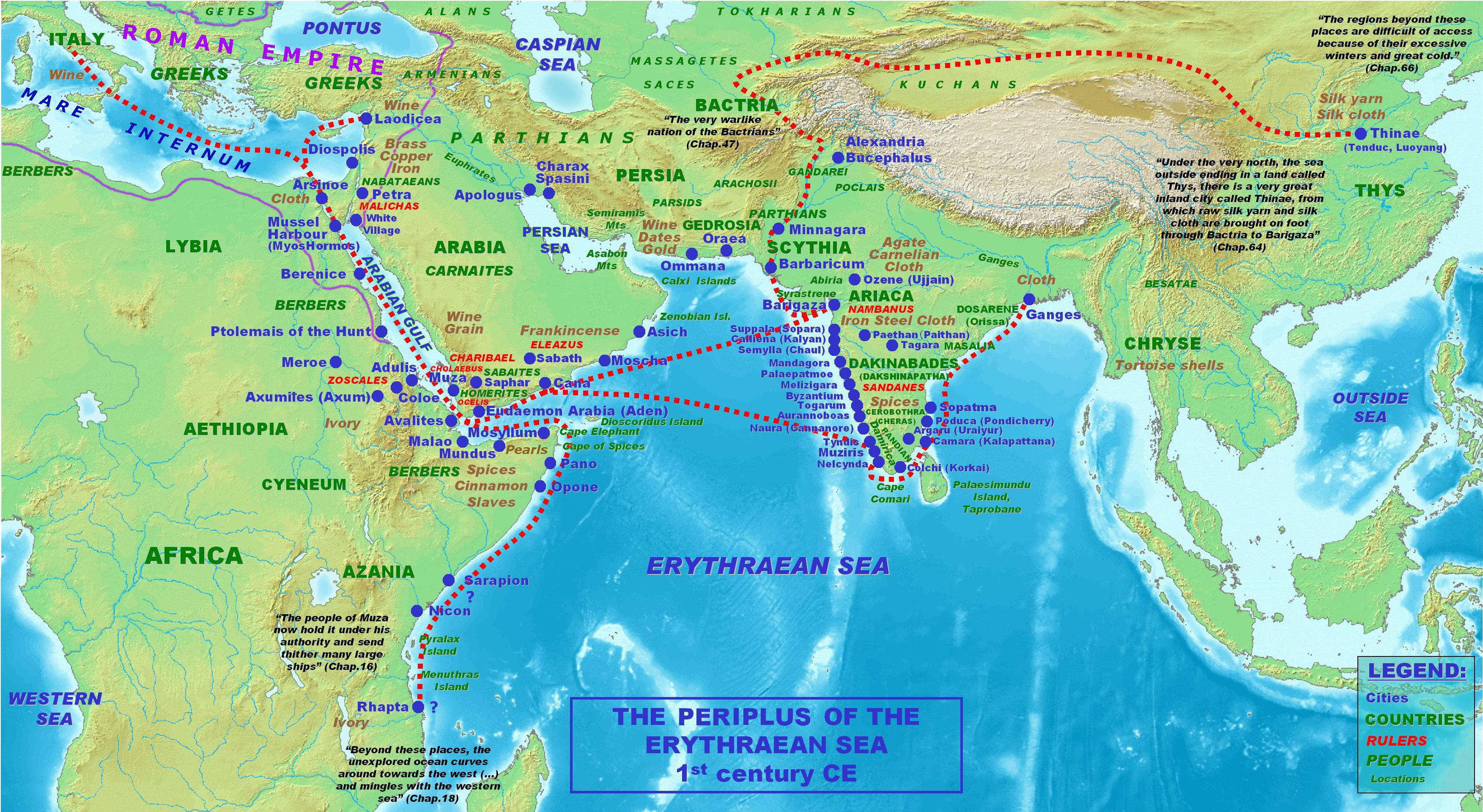
에리트라해 페리플루스의 이름, 항로 및 위치

에리트라해 페리플루스(코이네 그리스어: Περίπλους τῆς Ἐρυθρᾶς Θαλάσσης 페리플루스 테스 에리트라스 탈라세스[*], 라틴어: Periplus Maris Erythraei)는 코이네 그리스어로 쓰인 그리스-로마의 페리플루스(주항기)로, 로마령 이집트의 베레니케 트로글로디티카와 같은 항구에서 홍해 연안, 아프리카의 뿔, 페르시아만, 아라비아해, 그리고 현대의 파키스탄 신드주 지역과 인도 남서부 지역을 포함한 인도양 연안을 따라 항해 및 무역 기회를 설명하는 내용이다.
이 문서는 1세기에서 3세기 사이의 여러 날짜로 귀속되었으나, 현재는 1세기 중반의 날짜가 가장 일반적으로 받아들여지고 있다. 저자는 알려져 있지 않지만, 이 지역에 익숙한 사람의 직접적인 설명이며, 고대 헬레니즘 세계가 인도양 주변 땅에 대해 알았던 정확한 통찰력을 제공하는 거의 유일한 자료이다.

## 이름
페리플루스(코이네 그리스어: περίπλους)는 방문한 항구에 대한 상업적, 정치적, 민족지적 세부 사항과 항해 일정을 기록한 로그북이다. 지도가 보편적으로 사용되기 전 시대에는 지도첩과 여행 안내서의 조합 역할을 했다.
에리트라해(코이네 그리스어: Ἐρυθρὰ Θάλασσα 에리트라 탈라사[*])는 항상 아라비아 펠릭스와 아프리카의 뿔 사이의 아덴만을 포함하며 종종 (이 페리플루스에서처럼) 현재의 홍해, 페르시아만, 인도양을 단일 해역으로 포함하는 고대 지리적 명칭이었다.

## 날짜 및 저자
현재 페리플루스에 대한 지식의 기반을 이루는 10세기 동로마 필사본은 이 작품을 아리아노스의 것으로 귀속시키지만, 그의 훨씬 후대의 폰투스 해역 페리플루스 옆에 위치한다는 것 외에는 특별한 이유가 없다.
1912년 윌프레드 하비 쇼프가 발표한 역사적 분석은 이 문서의 날짜를 서기 59년–62년으로 좁혔는데, 이는 현재 1세기 중반이라는 추정치와 일치한다. 쇼프는 또한 문서의 원래 저자에 대한 역사적 분석을 제공하고, 저자가 "이집트의 그리스인, 로마 신민"이었다는 결론에 도달한다. 쇼프의 계산에 따르면, 이는 공교롭게도 이집트 그리스인이었던 티베리우스 클라우디우스 발빌루스 시대였을 것이다.
쇼프는 계속해서 저자가 "고도로 교육받은 사람"일 리 없다고 지적하는데, 이는 "그가 그리스어와 라틴어를 자주 혼동하고 서투르며 때로는 비문법적인 구성을 사용했음이 명백하기 때문"이라고 말한다. "나일강을 따라 사막을 가로질러 콥토스에서 코프토스까지의 여정에 대한 설명이 없기 때문에", 쇼프는 저자의 거주지를 알렉산드리아보다는 "베레니케"로 특정하는 것을 선호한다.
존 힐은 "페리플루스는 이제 서기 40년에서 70년 사이, 아마도 서기 40년에서 50년 사이로 확신 있게 날짜를 정할 수 있다"고 주장한다. 이 날짜는 L. 카손의 주요 저서 "에리트라해 페리플루스: 서문, 번역 및 주석이 있는 본문"에서 제시된 주장("서기 40년에서 70년 사이")과 일치한다.

## 개요

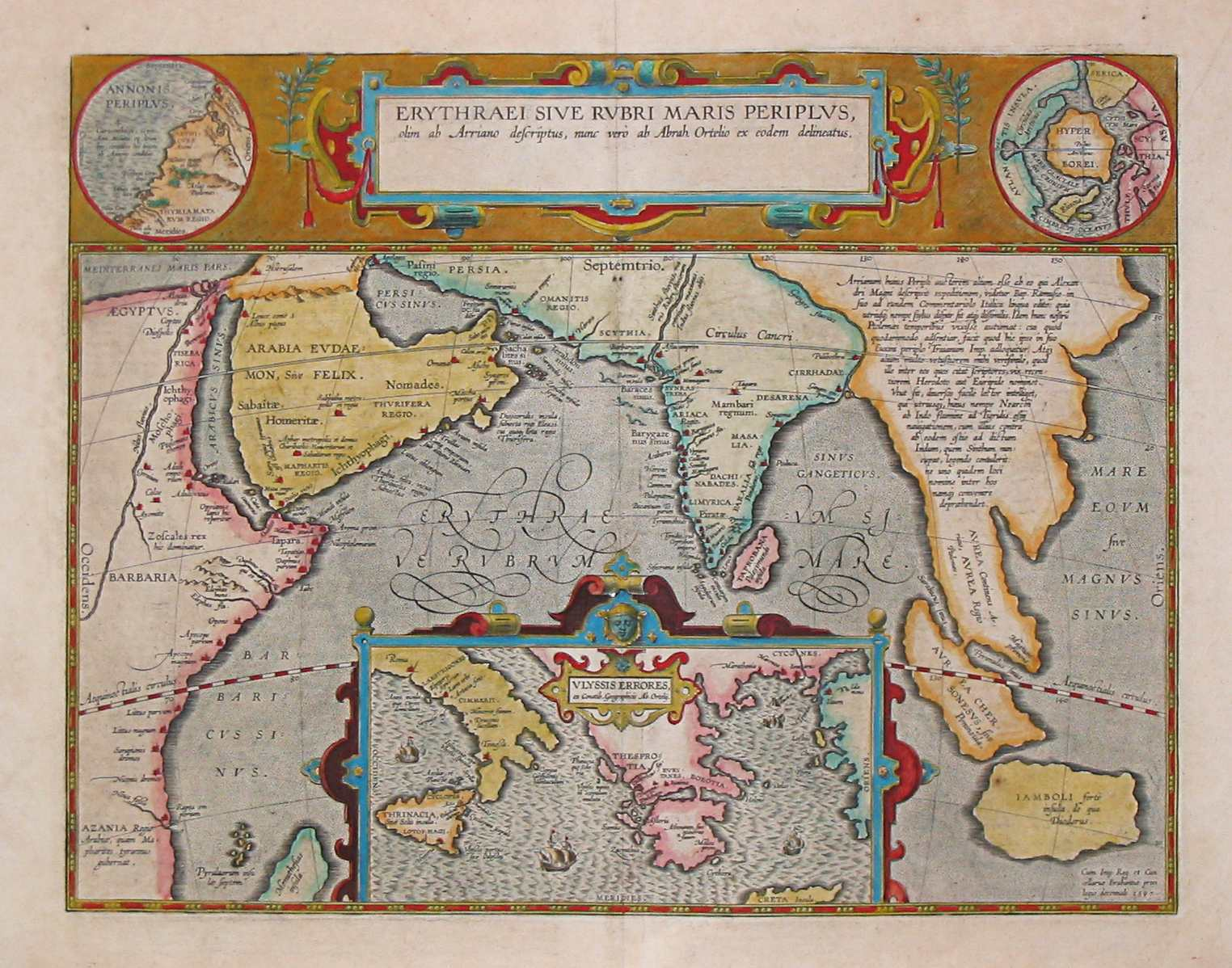
1597년 에리트라해 페리플루스의 위치를 묘사한 지도.

이 작품은 66개의 단락으로 구성되어 있으며, 대부분 긴 문단 길이이다. 예를 들어, 짧은 9장은 다음과 같이 전체적으로 기록되어 있다.
말라오(베르베라)에서 몬두의 시장까지는 두 개의 항로가 있는데, 이곳에서는 육지에 매우 가까이 있는 섬 덕분에 배들이 더 안전하게 정박할 수 있다. 이곳으로 수입되는 물품은 앞서 언급한 것들[8장에서는 철, 금, 은, 술잔 등이 언급됨]과 같으며, 이곳에서도 동일한 물품들[8장에서는 몰약, 두아카, 마케르, 노예 등이 언급됨], 그리고 목로투(산스크리트어 마카란다 참조)라고 불리는 향기로운 고무가 수출된다. 이곳에서 무역하는 주민들은 더 고집스럽다.

많은 경우, 장소에 대한 설명은 현재 위치를 식별할 수 있을 만큼 충분히 정확하다. 다른 경우에는 상당한 논쟁이 있다. 예를 들어, "라프타"는 "아자니아"의 아프리카 해안을 따라 가장 멀리 떨어진 시장으로 언급되지만, 탕가부터 루피지강 삼각주 남쪽에 이르는 최소 5곳이 그 설명과 일치한다. 인도 해안에 대한 설명은 갠지스강을 명확하게 언급하지만, 그 이후로는 모호하며, 중국을 원시 견섬유의 원천인 "거대한 내륙 도시 티나"로 묘사한다.
페리플루스는 홍해에서 인도 반도까지 열린 바다를 가로지르는 직항로가 히팔루스(기원전 1세기 )에 의해 발견되었다고 말한다.
페리플루스에는 많은 교역품이 언급되어 있지만, 교역품의 이름을 나타내는 일부 단어는 고대 문헌의 다른 어떤 곳에서도 발견되지 않아 그 의미에 대한 추측을 낳았다. 예를 들어, 언급된 교역품 중 하나는 "락코스 크로마티노스"이다. "락코스"라는 이름은 고대 그리스 또는 로마 문헌의 다른 어떤 곳에서도 나타나지 않는다. 이 이름은 중세 라틴어에서 "락카"로 다시 나타나는데, 이는 중세 아랍어 "락크"에서 차용되었고, 이는 다시 산스크리트어 "라크"에서 차용된 것으로, lac 즉, 인도 원산의 붉은색 수지로 래커 및 붉은색 염료로 사용되었다는 의미이다. 다른 일부 교역품은 여전히 불분명하다.

### 힘야르 왕국과 사바

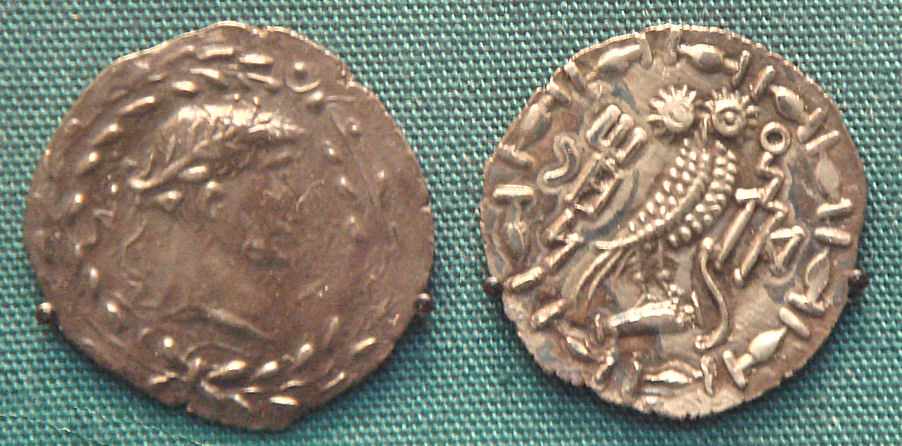
아라비아반도 남부 해안 힘야르 왕국의 동전. 배들이 이집트와 인도 사이를 통과할 때 정박하던 곳이다. 1세기 아우구스투스 동전의 모조품이다.

힘야르에서 온 배들은 정기적으로 동아프리카 해안을 항해했다. 에리트라해 페리플루스는 단일 통치자 "카리바엘(아마도 카라브일 와타르 유한음 2세)" 아래에 재편성된 힘야르와 사바의 무역 제국을 묘사하는데, 그는 로마와 우호적인 관계를 유지했다고 전해진다.
23. 그리고 9일이 더 지나면 사파르, 즉 수도가 있는데, 그곳에는 두 부족, 즉 호메리테스족과 그들 옆에 사는 사바이테스족의 정당한 왕 카리바엘이 산다. 그는 끊임없는 대사와 선물로 황제들의 친구이다.— 에리트라해 페리플루스, §23.

### 유향 왕국
아라비아반도 남부 해안을 따라 더 동쪽에는 유향 왕국이 묘사되어 있으며, 카나(남아랍어 카나, 현대 하드라마우트의 비르 알리) 항구가 있다. 이 왕국의 통치자는 엘레아주스, 또는 엘레아자르로 불리며, 일리아즈 야리트 1세 왕과 일치하는 것으로 여겨진다.
27. 에우다이몬 아라비아 다음에는 2천 스타디아 이상 뻗어 있는 계속되는 해안과 만이 있는데, 그곳에는 유목민과 마을에 사는 물고기잡이들이 산다. 이 만에서 튀어나온 곶 바로 너머 해안에는 또 다른 시장 도시인 카나가 있는데, 이곳은 유향의 나라 엘레아주스 왕국에 속한다. 그리고 그 맞은편에는 두 개의 사막 섬이 있는데, 하나는 새들의 섬, 다른 하나는 돔 섬이라고 불리며, 카나에서 120 스타디아 떨어져 있다. 이 장소 내륙에는 왕이 사는 수도인 삽바타가 있다. 이 나라에서 생산되는 모든 유향은 낙타를 통해 그곳으로 운반되어 저장되며, 그 나라 방식대로 부풀린 가죽으로 지지된 뗏목과 보트로 카나로 운반된다. 그리고 이 장소는 또한 바리가자와 스키티아와 옴마나와 페르시아의 인접 해안과 같은 먼 항구들과도 무역을 한다.— 에리트라해 페리플루스, §27

### 소말리아
북부 소말리아의 라스 하푼은 고대 무역 중심지인 오포네의 위치로 여겨진다. 미시간 대학교의 고고학 팀에 의해 그 유적지에서 고대 이집트, 로마 및 페르시아만 도자기들이 발굴되었다. 오포네는 에리트라해 페리플루스의 13번째 항목에 언급되어 있는데, 그 내용은 다음과 같다.
그리고 그 다음, 곶을 따라 400 스타디아를 항해하면, 해류가 당신을 그곳으로 이끄는 또 다른 시장 도시인 오포네가 있는데, 그곳에는 이미 언급된 것들과 같은 물품들이 수입되며, 그곳에서는 가장 많은 양의 계피가 생산되고(아레보와 모토), 더 나은 종류의 노예들이 점점 더 많이 이집트로 운반된다. 그리고 다른 곳에서 발견되는 것보다 더 좋은 품질의 거북이 등껍질이 많이 생산된다.— 에리트라해 페리플루스, §13

고대에 오포네는 페니키아, 고대 이집트, 고대 그리스, 페르시아, 예멘, 나바테아, 아자니아, 로마 제국 및 기타 지역의 상인들에게 기항지로 기능했다. 이는 아자니아에서 홍해로 이어지는 해안 무역로에 전략적으로 위치했기 때문이었다. 인도네시아와 말레이시아만큼 멀리 떨어진 상인들도 오포네를 거쳐 향신료, 비단 및 기타 상품을 거래한 후, 인도양 연안을 따라 이어지는 무역로를 통해 남쪽으로 아자니아로 향하거나 북쪽으로 남부 아라비아나 이집트로 떠났다. 일찍이 서기 50년경부터 오포네는 계피 무역의 중심지로 잘 알려져 있었으며, 정향 및 기타 향신료, 상아, 이국적인 동물 가죽 및 유향 거래도 이루어졌다.
현재 북부 소말리아의 베르베라에 위치한 고대 항구 도시 말라오도 페리플루스에 언급되어 있다.
아발리테스 다음에는 이보다 더 좋은 또 다른 시장 도시인 말라오가 있는데, 약 800 스타디아 거리에 있다. 정박지는 동쪽에서 뻗어 나온 모래톱으로 보호되는 개방된 정박지이다. 이곳의 원주민들은 더 평화롭다. 이곳으로는 이미 언급된 것들과 많은 튜닉, 아르시노에산 망토, 정련되고 염색된 것들; 술잔, 소량의 부드러운 구리판, 철, 그리고 약간의 금은화가 수입된다. 이곳에서 수출되는 것은 몰약, 약간의 유향(원거리에서 오는 것으로 알려진 것), 더 단단한 계피, 두아카, 인도산 코팔과 마키르인데, 이는 아라비아로 수입된다. 그리고 노예는 드물다.— 에리트라해 페리플루스, §8

### 악숨 왕국

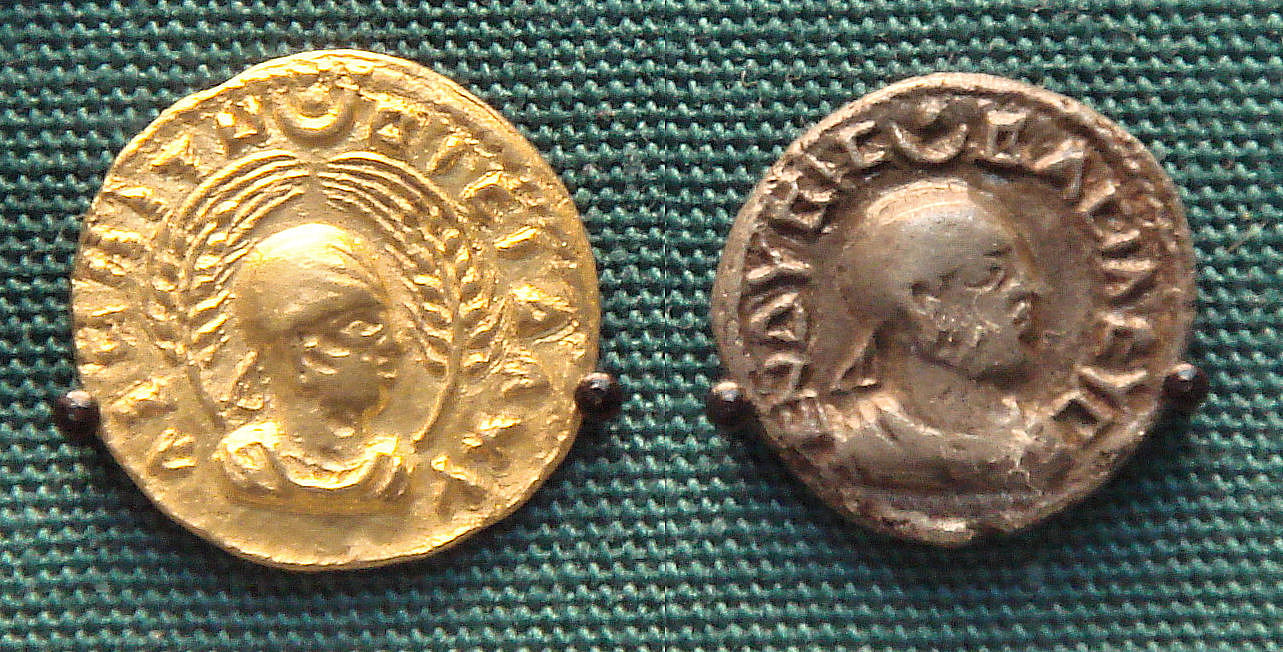
엔디비스 왕의 주화, 서기227–235년. 대영박물관. 왼쪽은 그리스어로 "ΑΞΩΜΙΤΩ ΒΑϹΙΛΕΥϹ", "악숨의 왕"이라고 쓰여 있다. 오른쪽은 그리스어로 "ΕΝΔΥΒΙϹ ΒΑϹΙΛΕΥϹ", "엔디비스 왕"이라고 쓰여 있다.

악숨은 페리플루스에서 고대 세계 전역으로 수출되는 상아의 중요한 시장으로 언급되어 있다.
그곳에서 아욱수미테스라고 불리는 사람들의 도시까지는 5일 더 여행해야 한다. 그곳으로 모든 상아는 나일강 너머의 키에네움이라고 불리는 지역을 통해 운반되며, 그곳에서 아둘리스로 운반된다.— 에리트라해 페리플루스, §4

페리플루스에 따르면, 악숨의 통치자는 조스칼레스였는데, 그는 악숨을 통치하는 것 외에도 홍해에 있는 두 개의 항구인 아둘리스(마사와 근처)와 아발리테스(아사브)를 지배했다. 그는 또한 그리스 문학에 익숙했다고 전해진다.
송아지를 먹는 사람들부터 다른 베르베르 지방까지의 이 지역들은 조스칼레스가 다스린다. 그는 인색하고 항상 더 많은 것을 추구하지만, 그 외에는 정직하며 그리스 문학에 정통하다.— 에리트라해 페리플루스, §5

### 라프타

#### 루피지강 (탄자니아) 이론
탄자니아의 고고학자 펠릭스 A. 차미의 연구는 루피지강 하구와 인근 마피아섬 근처에서 로마 시대 무역품 유적을 발견했으며, 고대 항구 라프타가 다르에스살람 바로 남쪽의 루피지강 강둑에 위치했을 가능성을 제기한다.
페리플루스는 다음과 같이 알려준다.
이 섬[메누티아스 = 잔지바르?]을 지나 두 항해를 더 하면 아자니아 해안의 마지막 무역항인 라프타(“꿰매진”)가 나오는데, 이는 앞서 언급된 꿰매진 배에서 유래한 이름이며, 그곳에는 엄청난 양의 상아와 거북이 등껍질이 있다.

차미는 라프타 위치에 대한 증거를 다음과 같이 요약한다.
아자니아의 수도인 라프타의 실제 위치는 여전히 알려지지 않았다. 그러나 위에서 보고된 고고학적 지표들은 라프타가 탄자니아 해안, 루피지강과 마피아섬 지역에 위치했음을 시사한다. 이 지역에서 판카이아/아자니아 시대 정착지의 집중이 발견되었다. 페리플루스에 언급된 메누티아스 섬이 잔지바르였다면, 남쪽으로 짧은 항해를 하면 루피지 지역에 도착할 수 있다.
2세기 지리학자 프톨레마이오스는 라프타를 남위 8°에 위치시키는데, 이는 루피지 삼각주와 마피아섬의 정확한 위도이다. 이 대도시는 큰 강과 같은 이름의 만 근처 해안에서 서쪽으로 약 1도 떨어진 본토에 있었다. 강은 현대의 루피지강으로 보아야 하며, 만은 마피아섬과 루피지 지역 사이의 잔잔한 물로 확실히 식별되어야 한다. 라프타 동쪽의 반도는 마피아섬의 북쪽 끝이었을 것이다. 만의 남쪽 부분은 마피아섬과 얕고 좁은 해협으로 분리된 수많은 삼각주 작은 섬들에 의해 깊은 바다로부터 보호된다. 북쪽으로는 만이 바다에 열려 있어 그 방향에서 물에 들어오는 어떤 항해자도 만에 들어서는 것처럼 느낄 것이다. 오늘날에도 주민들은 이 물을 만으로 인식하며, 마피아섬 반대편의 더 격렬한 바다와는 대조적으로 이를 '여성 바다'라고 부른다.

펠릭스 차미는 마피아섬과 멀지 않은 본토, 루피지강 하구 근처에서 광범위한 로마 무역에 대한 고고학적 증거를 발견했으며, 이를 첫 몇 세기로 연대 측정했다. 또한 J. 이네스 밀러는 라프타 바로 북쪽의 펨바섬에서 로마 동전이 발견되었다고 지적한다.

#### 켈리마느 (모잠비크) 이론
그럼에도 불구하고 카를 페터스는 (페리플루스에 따르면) 해안선이 남서쪽으로 뻗어 있다는 사실을 인용하여 라프타가 모잠비크의 현대 켈리마느 근처에 있었다고 주장했다. 페터스는 또한 "피랄라오이"(즉, "불의 민족")에 대한 설명 – "[모잠비크] 해협 입구에 위치" – 이들이 화산 코모로 제도의 주민이었음을 나타낸다고 제안한다. 그는 또한 메누티아스(강과 악어가 풍부한)는 잔지바르일 수 없으며, 마다가스카르가 더 가능성이 높다고 주장한다.

#### 힘야로-사바의 종주권
페리플루스는 라프타가 무사 아랍 왕이 임명한 총독의 강력한 통제하에 있었으며, 세금이 징수되고, "끊임없는 교류와 통혼을 통해 해당 지역과 언어에 익숙해진 아랍 선장과 대리인들이 주로 배치된 상선"의 서비스를 받았다고 알려준다.
페리플루스는 아자니아(라프타를 포함)가 아라비아 남서부 지역의 사바인과 호메리테스 양쪽의 왕인 "카리바엘"의 지배를 받았다고 명시적으로 언급한다. 이 왕국은 이 시기에 로마의 동맹국이었던 것으로 알려져 있다. 카리바엘은 페리플루스에서 "끊임없는 대사와 선물 덕분에 (로마) 황제들의 친구"라고 명시되어 있으며, 따라서 아자니아는 3세기 중국 역사서인 위략에서 제산이 묘사된 것처럼 로마의 속국이나 종속국으로 공정하게 설명될 수 있다.

### 바루치
바리가자의 인도 항구와의 무역은 페리플루스에 광범위하게 설명되어 있다. 인도-스키타이 서사트라프의 통치자인 나하파나는 바리가자 주변 지역의 통치자로 남바누스라는 이름으로 언급된다.
41. 바라카만 너머에는 바리가자만과 아리아카 지역 해안이 있는데, 이곳은 남바누스 왕국과 모든 인도의 시작이다. 내륙에 위치하고 스키티아와 접한 그 부분은 아비리아라고 불리지만, 해안은 시라스트렌이라고 불린다. 비옥한 나라로, 밀과 쌀, 참기름, 정제 버터, 목화와 그것으로 만든 거친 종류의 인도 직물을 생산한다. 매우 많은 소들이 방목되고, 남자들은 키가 크고 피부색이 검다. 이 나라의 수도는 민나가라인데, 그곳에서 많은 면직물이 바리가자로 운반된다.— 에리트라해 페리플루스, §41

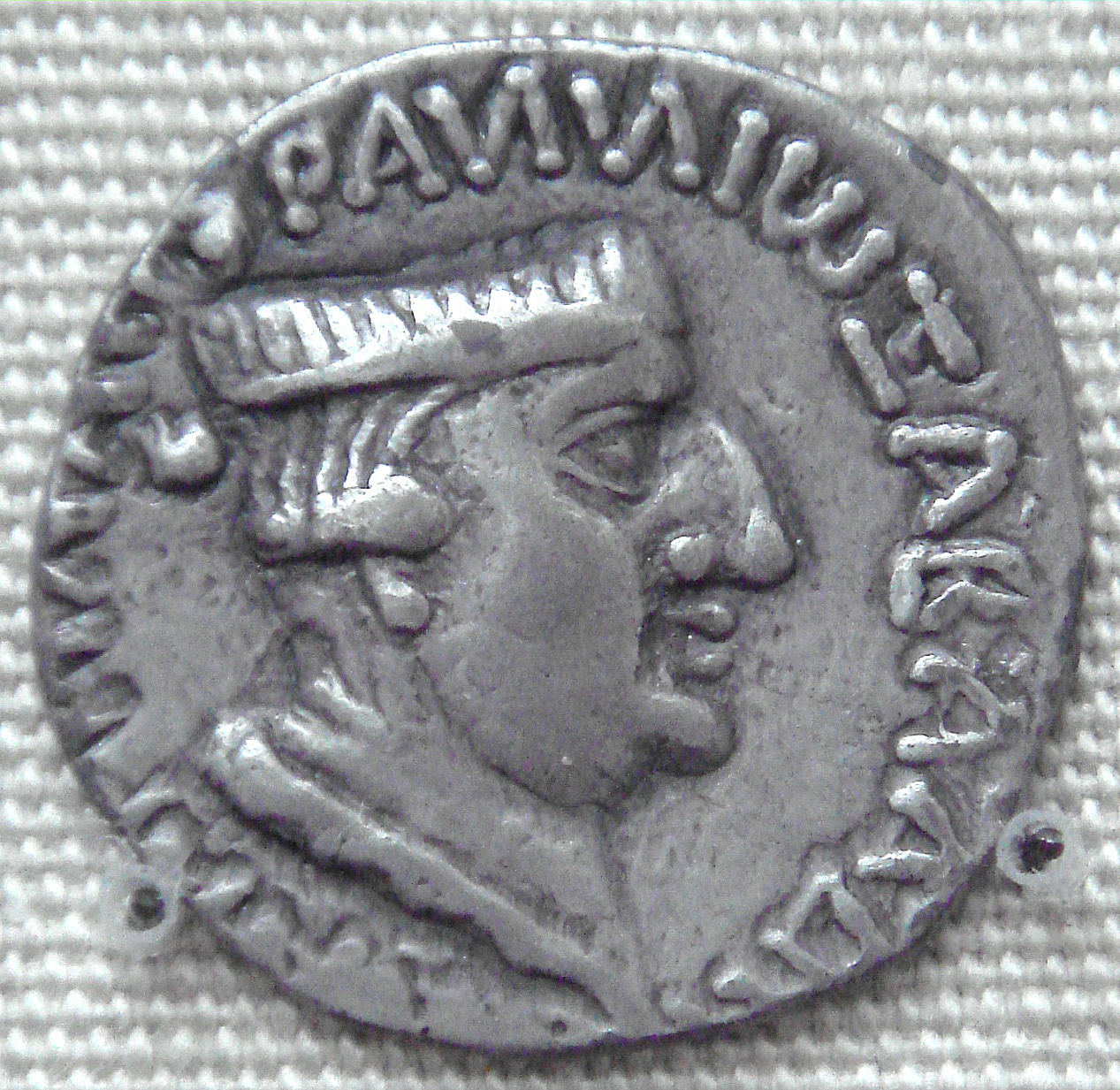
나하파나(서기119–124년) 주화.
앞면: 나하파나 왕의 흉상과 그리스어 문자로 "ΡΑΝΝΙΩ ΞΑΗΑΡΑΤΑϹ ΝΑΗΑΠΑΝΑϹ"라는 전설, 프라크리트어 Raño Kshaharatasa Nahapanasa의 음역: "크샤하르타 나하파나 왕".

서사트라프 시대에 바리가자는 아대륙의 로마 무역의 주요 중심지 중 하나였다. 페리플루스는 교환된 많은 상품들을 묘사한다.
49. 이 시장 도시(바리가자)로는 와인, 이탈리아산 선호, 그리고 라오디케아산과 아라비아산; 구리, 주석, 납; 산호와 토파즈; 얇은 의복과 모든 종류의 하급 직물; 한 큐빗 너비의 밝은색 허리띠; 스토락스, 스위트 클로버, 부싯돌 유리, 계관석, 안티모니, 현지 화폐로 교환 시 이익이 되는 금은화; 그리고 연고가 수입되지만, 그다지 비싸지 않고 많지는 않다. 그리고 왕을 위해서는 매우 값비싼 은제 용기, 노래하는 소년들, 하렘을 위한 아름다운 소녀들, 고급 와인, 최고급 직조의 얇은 의복, 그리고 최상급 연고가 그곳으로 운반된다. 이 곳에서 수출되는 것은 감송, 코스투스[Saussurea costus], 벨리움, 상아, 마노와 카닐리언, 리키움, 모든 종류의 면직물, 견직물, 아욱 직물, 실, 긴 후추 및 기타 다양한 시장 도시에서 이곳으로 가져오는 것들이다. 이 시장 도시로 향하는 이집트 출신 상인들은 7월, 즉 에피피 월경에 순조롭게 항해한다.— 에리트라해 페리플루스, §49.

물품은 서사트라프의 수도인 우자인에서도 대량으로 운송되었다.
48. 이 곳의 내륙 동쪽에는 오제네라고 불리는 도시가 있는데, 예전에는 왕궁 수도였다. 이 곳에서 바리가자 주변 지역의 복지를 위해 필요한 모든 것과 우리 무역을 위한 많은 것, 즉 마노와 카닐리언, 인도산 모슬린과 아욱 직물, 그리고 많은 일반 직물이 운반된다.— 에리트라해 페리플루스, §48.

### 초기 체라, 판디아, 촐라 왕국
체라 왕조에 속한 잃어버린 항구 도시 무지리스(현재 코둥갈루르 근처)와 초기 판디아 왕국은 페리플루스에서 다미리카와 로마 제국 간의 주요 무역 중심지, 후추 및 기타 향신료, 금속 세공품 및 준보석류의 거래가 이루어진 곳으로 언급된다.
페리플루스에 따르면, 많은 그리스 선원들이 무지리스와 활발한 무역을 했다.
그다음으로 나우라(칸누르)와 틴디스, 다미리카 또는 리미리케의 첫 시장들이 오고, 그다음으로 지금은 주요한 중요성을 지닌 무지리스와 넬친다가 온다. 틴디스는 케로보트라 왕국에 속하며; 바다 옆에 평지에 잘 보이는 마을이다. 같은 왕국에 속한 무지리스는 아라비아와 그리스에서 화물을 싣고 온 배들로 가득하다; 그곳은 강(강 페리야르강)에 위치하며, 틴디스에서 강과 바다로 500스타디아 떨어져 있고, 해안에서 강을 따라 20스타디아 위에 있다. 넬친다는 무지리스에서 강과 바다로 약 500스타디아 떨어져 있으며, 다른 왕국, 판디아 왕국에 속한다. 이 곳도 강에 위치하며, 바다에서 약 120스타디아 떨어져 있다...— 에리트라해 페리플루스, 53–54

에리트라해 페리플루스(53:17:15-27)에 따르면, 리미리케는 나우라와 틴디스에서 시작되었다. 프톨레마이오스(7.1.8)는 틴디스만을 시작점으로 언급한다. 이 지역은 아마도 칸야쿠마리에서 끝났을 것이다. 따라서 이 지역은 대략 현재의 말라바르 해안과 일치한다. 또한, 이 지역은 내륙, 즉 갠지스 평원과의 무역 허브 역할을 했다.
그 외에도 많은 양의 진주, 상아, 견직물, 갠지스강산 감송, 내륙 지방의 말라바트룸, 모든 종류의 투명한 돌, 다이아몬드와 사파이어, 그리고 거북이 등껍질이 수출된다. 크리세 섬에서 온 것과 다미리카(리미리케) 해안을 따라 있는 섬들에서 채취한 것이다. 이집트에서 7월경, 즉 에피피 월경에 출발하는 사람들은 좋은 계절에 이곳으로 항해한다.— 에리트라해 페리플루스, 56

### 인도-중국 국경
페리플루스는 또한 현재 북동부 인도의 중국 접경 지역에서 열리는 연례 박람회를 묘사한다.
매년 티나의 국경에 키가 작고 얼굴이 매우 납작한 특정 부족... 세사타이...가 나타난다. 그들은 아내와 아이들과 함께 큰 녹색 잎으로 만든 매트와 비슷한 꾸러미를 가지고 와서 자신들과 티나 쪽 사람들 사이의 국경의 어느 한 지점에 머무르며 며칠 동안 축제를 벌이고, 매트를 깔고 나서 내륙에 있는 자신들의 집으로 돌아간다.— 페리플루스, §65

세사타이는 말라바트론의 원천이다. 쇼프의 번역은 그들을 베사타이로 언급한다. 그들은 키라다이와 유사한 민족이며 "아삼주와 쓰촨성" 사이의 지역에 살았다.
[?현지인]들은 이것을 이용하여 그 지역에 나타나 세사타이가 펼쳐놓은 것을 수거하고, 갈대에서 페트로이라고 불리는 섬유를 추출하여 잎을 가볍게 두 번 접어 공 모양으로 굴려 갈대 섬유에 꿰맨다. 세 가지 등급이 있는데, 더 큰 잎에서 나온 것을 큰 공 말라바트론, 더 작은 잎에서 나온 것을 중간 공, 가장 작은 잎에서 나온 것을 작은 공이라고 한다. 이렇게 세 가지 등급의 말라바트론이 생산되고, 그런 다음 그것을 만든 사람들에 의해 인도로 운송된다.— 페리플루스, §65

### 인도-그리스 왕국의 유적

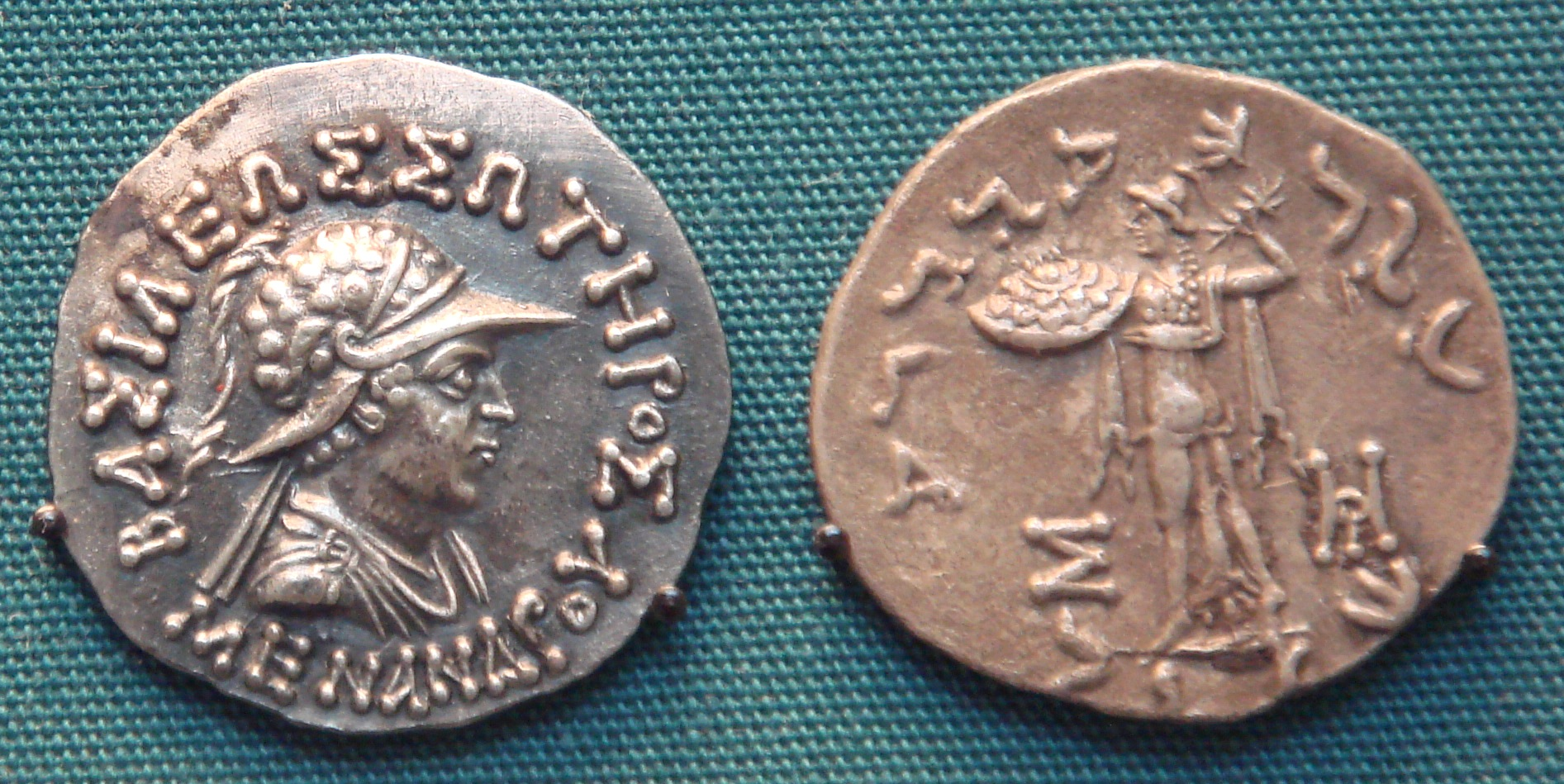
페리플루스는 인도-그리스 왕 메난드로스 1세의 주화가 바리가자에서 유통되었다고 설명한다.

페리플루스는 바리가자에 그리스 건축물과 우물이 존재한다고 주장하며, 이들을 이 정도로 남쪽까지 온 적이 없는 알렉산드로스 대왕의 것으로 잘못 귀속시킨다. 알렉산드로스의 원정과 그 뒤를 이은 헬레니즘 셀레우코스 제국에서 시작된 왕국에 대한 이 설명은 다음과 같다.
이 나라의 수도는 민나가라인데, 그곳에서 많은 면직물이 바리가자로 운반된다. 이 지역에는 심지어 현재까지도 고대 신전, 요새의 성벽, 큰 우물과 같은 알렉산드로스 원정의 흔적이 남아 있다.— 페리플루스, §41

페리플루스는 또한 이 지역에서 인도-그리스 주화가 유통되었다고 주장한다.
현재까지도 이 나라에서 온 고대 드라크마가 바리가자에서 유통되고 있으며, 그리스 문자로 된 비문과 알렉산드로스 이후에 통치했던 아폴로도로스 [sic]와 메난드로스의 문양이 새겨져 있다.— Periplus, §47

젤룸강에 위치한 그리스 도시 알렉산드리아 부케팔로스는 페리플루스뿐만 아니라 로마의 페우팅거 지도에도 언급되어 있다.
바리가자 내륙 지역에는 아라티이족, 아라코시이족, 간다라이족, 그리고 부케팔로스 알렉산드리아가 있는 포클라이스족과 같은 수많은 부족이 살고 있다.— 에리트라해 페리플루스, §47

## 필사본
페리플루스는 원래 14세기 또는 15세기경의 단일 필사본으로만 알려져 있었는데, 현재는 대영 도서관에 소장되어 있다. 이 필사본은 10세기 비잔틴 미니어처 서체 필사본의 오류가 많고 손상된 사본으로 판명되었다. 10세기 필사본은 이를 아리아노스의 폰투스 해역 페리플루스 옆에 두었으며 (아마도 실수로) 아리아노스가 이 필사본도 썼다고 기재했다. 동로마 필사본은 30년 전쟁(1618-1648) 동안 하이델베르크에서 로마로 옮겨졌고, 1790년대 후반 나폴레옹이 교황령을 정복한 후 파리로 옮겨졌다가 1816년에 하이델베르크 대학교 도서관으로 돌아와 현재까지 남아있다.

## 판본
영국 필사본은 시그문트 겔렌(체코어: 지그문드 흐루비 즈 옐레니)이 프라하에서 편집했고, 히에로니무스 프로벤이 1533년에 처음 출판했다. 이 오류가 많은 텍스트는 1816년 원본 필사본이 하이델베르크로 복원될 때까지 3세기 동안 다른 판본과 번역의 기초가 되었다.
쇼프의 자세한 주석이 달린 1912년 영어 번역본 자체는 결함 있는 원본을 바탕으로 했다. 1960년대까지 신뢰할 수 있는 유일한 학술 판본은 프리스크의 1927년 프랑스어 연구였다.

## 같이 보기
- 아가타르키데스, 에리트라해에 대하여의 저자
- 고대 그리스-인도 관계
- 로마-인도 관계
- 비단길

## 참고 문헌
- Casson, Lionel, 편집. (1989), 《The Periplus Maris Erythraei: Text With Introduction, Translation, and Commentary》, Princeton: Princeton University Press, ISBN 0-691-04060-5.
- Lionel Casson (2012). 《The Periplus Maris Erythraei: Text with Introduction, Translation, and Commentary》. Princeton University Press. ISBN 978-1-4008-4320-6.
- Chami, Felix A. (2002), 〈The Graeco-Romans and Paanchea/Azania: Sailing in the Erythraean Sea〉, 《Red Sea Trade and Travel》, London: The British Museum
- Dittrich, Heinrich Theodor, under the pseudonym B. Fabricius, 편집. (1849), 《Arriani Alexandrini Periplus Maris Erythraei》 (라틴어), Dresden: H.M. Gottschalk
- Dittrich, Heinrich Theodor, under the pseudonym B. Fabricius, 편집. (1883), 《Der Periplus des Erythräischen Meeres von einem Unbekannten》 (그리스어, 독일어), Leipzig: Veit & Co.
- Eggermont, Pierre Herman Leonard (1968), 〈The Date of the Periplus Maris Erythraei〉, 《Papers on the Date of Kaniṣka Submitted to the Conference on the Date of Kaniṣka, London, 20–22 April, 1960》, Oriental Monograph Series, Vol. IV, Leiden: Brill, 94–96쪽.
- Frisk, Hjalmar, 편집. (1927), 《Le Périple de la Mer Erythrée suivi d'une Étude sur la Tradition et la Langue》, Göteborgs Högskolas Årsskrift, No. 33, Göteborg. (프랑스어)
- Hill, John E. (2004), 《"The Peoples of the West" from the Weilüe, Section 15》.
- Hill, John E. (2009), 《Through the Jade Gate to Rome: A Study of the Silk Routes during the Later Han Dynasty 1st to 2nd Centuries CE》, BookSurge Publishing, ISBN 978-1-4392-2134-1.
- Huntingford, G.W.B., 편집. (1980). 《The Periplus of the Erythraean Sea, by an unknown author: With some Extracts from Agatharkhides 'On the Erythraean Sea'》. London: Hakluyt Society. ISBN 978-0-904180-05-3.
- Miller, J. Innes (1969), 〈The Cinnamon Route〉, 《The Spice Trade of The Roman Empire: 29 B.C. to A.D. 641》, Oxford: Oxford University Press, ISBN 0-19-814264-1.
- Müller, Karl, as Carolus Mullerus, 편집. (1855), 〈Anonymi Periplus Maris Erythraei〉, 《Geographi Graeci Minores》 I, Paris: Ambrose Firmin Didot, xcv–cxi & 257–305쪽. (그리스어) & (라틴어)
- Schoff, Wilfred Harvey, 편집. (1912), 《The Periplus of the Erythraean Sea: Travel and Trade in the Indian Ocean by a Merchant of the First Century》, New York: Longmans, Green, & Co., ISBN 978-81-215-0699-1
- Vincent, William, 편집. (1800), 《The Periplus of the Erythrean Sea, Containing an Account of the Navigation of the Ancients, from the Sea of Suez to the Coast of Zanguebar》 I, London Also Volume II.